# Mbagwa
Mbagwa ist ein Verwaltungsbezirk (englisch Ward) des Distrikts Nzega (DC) in der tansanischen Region Tabora.

## Geografie
Mbagwa ist ein ländlicher Bezirk im westlichen Teil des zentralen Hochlands von Tansania, etwa 40 Kilometer Luftlinie südsüdwestlich der Distrikthauptstadt Nzega und 60 Kilometer nordöstlich der Regionshauptstadt Tabora. Bei der Volkszählung 2022 lebten 13.414 Menschen in 1857 Haushalten auf einer Fläche von 189 Quadratkilometern.

Der Bezirk grenzt an fünf Bezirke des Distrikts Nzega (DC):
|        | Mwantundu                                   |           |
| Ugembe | Kompassrose, die auf Nachbargemeinden zeigt | Nkiniziwa |
|        | Mwakashanhala                               | Puge      |

## Gliederung
Der Bezirk besteht aus vier Gemeinden (swahili Mtaa) mit 24 Orten (Kitongoji):
| Mbagwa - Mbagwa A - Mbagwa B - Usulwangili - Mwangoye - Kalemela - Izinga - Nduluma - Lukombe | Gemedu - Kashishi - Gemedu - Mwanungula - Mbwe - Ng'wamamawabo | Nkuge - Isagenhe - Nkuge A - Nkuge B - Nkuge C - Mwibangi - Madegelo | Nongu - Malolo - Mwasho - Mngele - Kipalapala - Nongu |

## Gesundheit
In den Gemeinden Mbagwa und Nkuge befindet sich je eine staatliche Apotheke.